# Rixö
Rixö est une localité de Suède située dans la commune de Lysekil du comté de Västra Götaland. Elle couvre une superficie de 1,24 km2. En 2010, elle compte 357 habitants.